# مدر مورتم
مَـدر مورتم (نروژی: Madder Mortem) یک گروه موسیقی پراگرسیو متال نروژی است که در سال ۱۹۹۳ پایه‌گذاری شد. این گروه کارش را با نام اولیهٔ میستری ترایب و در سبک‌های دوم متال و گوتیک متال آغاز کرد و در سال ۱۹۹۷ نامش را به مَـدر مورتم تغییر داد.